# HD 142640
HD 142640，又名BD-13 4290，SAO 159584、HR 5927，是一颗恒星，视星等为6.37，位于銀經355.92，銀緯28.9，其B1900.0坐标为赤經15h 50m 37.9s，赤緯-14° 28.9′ 19″。